# Pulau Balambangan
Pulau Balambangan of Balambangan-eiland ligt in het district Kudat van de Maleisische deelstaat Sabah op de noordoostelijke punt van het eiland Borneo. Het ligt 3 kilometer westelijk van het veel grotere eiland Pulau Banggi. Balambangan is onderdeel van het mariene onderwaterpark Tun Mustapha.

## Geschiedenis
In 1762 droeg de sultan van Sulu het eiland over aan de Britse Oost-Indische Compagnie die er een handelspost vestigde waar opium, munitie en textiel werd verhandeld. In 1775 veroverden Moropiraten het eiland en de Britse bezetters vluchtten naar Brunei. Daarna probeerden de Nederlanders van de VOC het eiland in handen te krijgen. In 1803 vestigden de Engelsen zich er opnieuw, maar vertrokken weer in 1805. Tot in 1888 Noord-Borneo een Brits protectoraat werd, was het gezag over het eiland voortdurend twistpunt tussen piraten, het sultanaat Sulu en Europese koloniale mogendheden.

## Geologie
Ondanks zijn geringe omvang heeft het eiland een rijke geologische geschiedenis die zichtbaar is in het landschap. Er zijn afzettingen uit het Krijt tot aan het Pleistoceen. Door de eroderende werking van de zee op de kalksteenrotsen langs de kust zijn bijzondere formaties ontstaan. Verder zijn er 20 kalksteengrotten op het eiland. In het omliggende zeegebied is veel ondiep water dat rijk is aan koraalriffen met bijbehorend zeeleven.